# Azmour
Azmour (àrab: أزمور Azmūr) és un poble de Tunísia a la península del cap Bon, dins de la governació de Nabeul, a un centenar de quilòmetres de Tunis. El poble limita al nord amb El Haouaria, al sud amb Kélibia, a l'est amb Hammam Ghezèze i a l'oest amb Menzel Temime. Constitueix una municipalitat que s'estén sobre 4.500 hectàrees i que tenia 5.054 habitants el 2014.

## Economia
Azmour viu del cultiu de l'olivera i de la producció d'oli. De fet, el seu nom prové del mot amazic azemmur, ‘olivera’ (amazic: ⴰⵣⵎⵎⵓⵔ).

## Administració
Forma una municipalitat o baladiyya, amb codi geogràfic 15 22 (ISO 3166-2:TN-12). La municipalitat fou creada per decret el 23 d'abril de 1985.
Al mateix temps, constitueix un sector o imada (codi geogràfic 15 57 53) de la delegació o mutamadiyya de Kélibia (15 57).